# Propentofilin
Propentofilin (HWA 285) je ksantinski derivat sa mogućim neuroprotektivnim dejstvom.

## Farmakologija
On je inhibitor fosfodiesteraze. On takođe deluje kao inhibitor preuzimanja adenozina.

## Upotreba
On je izučavan za moguću primenu u tretiranju Alchajimerove bolesti i vaskularne demencije.

## Spoljašnje veze
|  | Molimo Vas, obratite pažnju na važno upozorenje u vezi sa temama iz oblasti medicine (zdravlja). |